# Kārīz Darreh
Kārīz Darreh (persiska: کاریز درّه) är en ort i Iran.   Den ligger i provinsen Khorasan, i den nordöstra delen av landet, 800 km öster om huvudstaden Teheran. Kārīz Darreh ligger 1 384 meter över havet och antalet invånare är 244.
Terrängen runt Kārīz Darreh är kuperad åt nordost, men åt sydväst är den platt. Runt Kārīz Darreh är det ganska glesbefolkat, med 35 invånare per kvadratkilometer. Närmaste större samhälle är Almejūq-e Soflá, 14,8 km sydväst om Kārīz Darreh. Omgivningarna runt Kārīz Darreh är i huvudsak ett öppet busklandskap.